# Mussaenda kwangsiensis
Mussaenda kwangsiensis är en måreväxtart som beskrevs av Hui Lin Li. Mussaenda kwangsiensis ingår i släktet Mussaenda och familjen måreväxter. Inga underarter finns listade i Catalogue of Life.